# Pseudeurythoe microcephala
Pseudeurythoe microcephala is een borstelworm uit de familie Amphinomidae. Het lichaam van de worm bestaat uit een kop, een cilindrisch, gesegmenteerd lichaam en een staartstukje. De kop bestaat uit een prostomium (gedeelte voor de mondopening) en een peristomium (gedeelte rond de mond) en draagt gepaarde aanhangsels (palpen, antennen en cirri).
Pseudeurythoe microcephala werd in 1932 voor het eerst wetenschappelijk beschreven door Fauvel.